# エレギヤラトマス
エレギヤラトマス（発音はエレギャラトマス）とは日本の競走馬、繁殖牝馬である。アメリカからの持込馬として走り、1936年、阪神競馬倶楽部主催の春季帝室御賞典に優勝。繁殖名・月丘（つきおか）として、母としても優秀な成績を残した。
半弟に中山農商省賞典障碍の優勝馬カミワカ（父ダイオライト）、半妹に阪神4歳牝馬特別の優勝馬で東京優駿（日本ダービー）2着のサンダーランド（父トウルヌソル）がいる。

## 概要
1931年、宮内省下総御料牧場がアメリカより輸入した3頭繁殖牝馬のうちの1頭・星若の持込産駒。1877年にレキシントン産駒の種牡馬3頭が輸入されて以来、54年ぶりに導入された本格的アメリカ血統の持ち主だった。父はこの前年に初の北米リーディングサイアーとなり、通算4度の首位を獲得した名種牡馬サーギャラハッド、母は1勝馬で近親に目立った活躍馬はいないが、母系代々にはそれぞれリーディングを経験した一流種牡馬が配合されている良血馬であった。
競走馬時代は、同じく持込馬として誕生したクレオパトラトマスと共に活躍し、鳴尾競馬場で行われた当時最高峰の競走・帝室御賞典を含む13勝（うち障害競走3勝）を挙げた。美馬厩舎の所属騎手だった庄野穂積や、産経新聞記者・内山勝三郎の回想に依れば、スマートだったクレオパトラトマスに比べて、エレギヤラトマスは一回り大きく、「ごつい感じのアメリカ馬らしい型」であったという。
一流の競走成績を残して繁殖牝馬となり「月丘」と改名されると、同じく「月城」と改名されたクレオパトラトマスと共に活躍する。1940年に生んだ牝馬ハチアジカワ（繁殖名・年丘）は京都記念に優勝、繁殖入りして第33回東京優駿（日本ダービー）優勝馬テイトオーの祖母となり、1948年に生んだクモワカ（繁殖名・丘高）は桜花賞で2着、母として桜花賞優勝馬 ワカクモを産んだ。さらに同馬から派生した系統から テンポイント、ダイアナソロン等、数々の名馬が輩出され、エレギャラトマスの牝系は下総御料牧場から出たものとしては最も発展した系統となった。1995年には、5代孫のフジヤマケンザンが香港国際カップに優勝し、クレオパトラトマスの孫・ハクチカラ以来36年振りの日本馬による国外重賞制覇を達成している。

## 系図
月丘 f 1932（エレギヤラトマス、帝室御賞典）
｜年丘 f 1940（ハチアジカワ、京都記念）
｜｜マナスル f 1951
｜｜｜テイトオー c 1963（東京優駿）
｜丘高 1948 f（クモワカ、桜花賞2着）
｜｜ワカクモ 1963 f（桜花賞など重賞2勝）
｜｜｜オキワカ 1972 f
｜｜｜｜ワカテンザン 1979 c（きさらぎ賞、皐月賞2着、東京優駿2着）
｜｜｜｜ワカオライデン 1981 c（朝日チャレンジカップ）
｜｜｜｜ワカスズラン 1982 f
｜｜｜｜｜フジヤマケンザン 1988 c（香港国際カップなど重賞5勝）
｜｜｜テンポイント 1973 c（阪神3歳ステークス、天皇賞・春、有馬記念など重賞8勝）
｜｜｜キングスポイント 1977 c（中山大障害・春、中山大障害・秋など重賞5勝）
｜｜オカクモ 1965 f
｜｜｜ベゴニヤ 1972 f
｜｜｜｜ダイアナソロン 1981 f（桜花賞など重賞2勝）
この他、年丘の子孫に1999年の東京盃を制したサカモトデュラブがいる。

## 血統表
| エレギヤラトマス（月丘）の血統（テディ系 / Hermit4×5=9.38%・SeeSaw5×5=6.25%母内） | エレギヤラトマス（月丘）の血統（テディ系 / Hermit4×5=9.38%・SeeSaw5×5=6.25%母内） | エレギヤラトマス（月丘）の血統（テディ系 / Hermit4×5=9.38%・SeeSaw5×5=6.25%母内） | （血統表の出典）        | （血統表の出典） |
| 父 Sir Gallahad 1920 鹿毛 フランス                                                | 父の父Teddy 1913 鹿毛 フランス                                                    | Ajax                                                                              | Flying Fox              | Flying Fox       |
| 父 Sir Gallahad 1920 鹿毛 フランス                                                | 父の父Teddy 1913 鹿毛 フランス                                                    | Ajax                                                                              | Amie                    |                  |
| 父 Sir Gallahad 1920 鹿毛 フランス                                                | 父の父Teddy 1913 鹿毛 フランス                                                    | Rondeau                                                                           | Bay Ronald              | Bay Ronald       |
| 父 Sir Gallahad 1920 鹿毛 フランス                                                | 父の父Teddy 1913 鹿毛 フランス                                                    | Rondeau                                                                           | Doremi                  |                  |
| 父 Sir Gallahad 1920 鹿毛 フランス                                                | 父の母Plucky Liege 1912 鹿毛 イギリス                                             | Spearmint                                                                         | Carbine                 | Carbine          |
| 父 Sir Gallahad 1920 鹿毛 フランス                                                | 父の母Plucky Liege 1912 鹿毛 イギリス                                             | Spearmint                                                                         | Maid of the Mint        |                  |
| 父 Sir Gallahad 1920 鹿毛 フランス                                                | 父の母Plucky Liege 1912 鹿毛 イギリス                                             | Concertina                                                                        | St. Simon               | St. Simon        |
| 父 Sir Gallahad 1920 鹿毛 フランス                                                | 父の母Plucky Liege 1912 鹿毛 イギリス                                             | Concertina                                                                        | Comic Song              |                  |
| 母 *星若 Ima Baby 1924 青鹿毛 アメリカ                                            | 母の父Peter Pan I 1904 鹿毛 アメリカ                                              | Commando                                                                          | Domino                  | Domino           |
| 母 *星若 Ima Baby 1924 青鹿毛 アメリカ                                            | 母の父Peter Pan I 1904 鹿毛 アメリカ                                              | Commando                                                                          | Emma C.                 |                  |
| 母 *星若 Ima Baby 1924 青鹿毛 アメリカ                                            | 母の父Peter Pan I 1904 鹿毛 アメリカ                                              | Cinderella                                                                        | Hermit                  | Hermit           |
| 母 *星若 Ima Baby 1924 青鹿毛 アメリカ                                            | 母の父Peter Pan I 1904 鹿毛 アメリカ                                              | Cinderella                                                                        | Mazurka                 |                  |
| 母 *星若 Ima Baby 1924 青鹿毛 アメリカ                                            | 母の母Babe 1912 鹿毛 アメリカ                                                     | Mcgee                                                                             | White Knight            | White Knight     |
| 母 *星若 Ima Baby 1924 青鹿毛 アメリカ                                            | 母の母Babe 1912 鹿毛 アメリカ                                                     | Mcgee                                                                             | Remorse                 |                  |
| 母 *星若 Ima Baby 1924 青鹿毛 アメリカ                                            | 母の母Babe 1912 鹿毛 アメリカ                                                     | Tinckle                                                                           | Loved One               | Loved One        |
| 母 *星若 Ima Baby 1924 青鹿毛 アメリカ                                            | 母の母Babe 1912 鹿毛 アメリカ                                                     | Tinckle                                                                           | Sounding Brass F-No.3-m |                  |